# Aoi Nanase
Aoi Nanase,  (七瀬 葵?, Nanase Aoi) (Prefettura di Yamaguchi, 12 giugno 1972), è una fumettista giapponese.
Prima di dedicarsi al disegno, ha lavorato come character designer di diversi videogiochi e serie anime. Il suo personaggio più famoso è Nakoruru di Samurai Spirits, del quale ha però ceduto i diritti.

## Biografia
Nata nella Prefettura di Yamaguchi, prima del suo debutto professionale ha pubblicato numerosi dōjinshi aventi come protagonista Nakoruru, un personaggio di Samurai Spirits. Ha anche usato lo pseudonimo Mayu Nagase.

## Opere

### Videogiochi
- Asuka 120% (あすか120%?, Asuka 120%) - 1994
- Monster Collection (モンスターコレクション?, Monsutā Korekushon) - 1997
- Gundam War (ガンダムウォー?, Gandamu u~ō) - 1999
- Eithéa (アイシア?, Aishia) - 2001
- Zwei!! (ツヴァイ!!?, Tsuvu~ai!!) - 2001
- Aquarian Age TCG (アクエリアンエイジ TCG?, Akuerian'eiji TCG) - 2006
- Battle Spirits (バトルスピリッツ?, Batoru Supirittsu) - 2008
- Dimension 0 (ディメンションゼロ?, Dimenshon zero) - 2009
- Zombie no doukyuusei wa Princess -Fushibito detective- (ゾンビの同級生はプリンセス－不死人ディテクティブ－?, Zonbi no dōkyūsei wa purinsesu -Fushibito ditekutibu-) - (2011)

### Anime
- Seraphim Call (セラフィムコール?, Serafimu Kōru) - 1999
- Samurai Spirits 2: Asura Zanmaeden (サムライスピリッツ2 アスラ斬魔伝 ?, Samurai Supirittsu 2: Asura ki ma-den) - 1999

### Manga
- Kishō seireiki (気象精霊記?, Kishō seireiki, lett. Il rapporto degli spiriti della natura) - light novel, 1997
- Angel/Dust (エンジェル/ダスト?, Enjieru/Dasuto) - manga, 2001
- Petit Monster (ぷちモン?, Puchimon) - manga, 2001-2010
- Angel/Dust: Neo (エンジェル/ダスト?, Enjieru/Dasuto: Neo) - manga, 2003
- Angel Flavor - artbook, 2003
- Seven Colors of Wind - artbook, 2005
- Kaze no Kaeru Basho (風の還る場所?, Kaze no Kaeru Basho, lett. Dove torna il vento) - manga, 2005